# Абуль Хасан Кутб-шах
Абуль Хасан Кутб-Шах, также известен как Абуль Хасан Тана-Шах (8 октября 1600 — 1699) — восьмой и последний султан Голконды из династии Кутб-шахов (21 апреля 1672 — 22 сентября 1687). В 1687 году после осады Голконды он был взят в плен и заключен в тюрьму в форте Даулатабад, где он умер в 1699 году.

## Биография
Абуль Хасан родился в Хайдарабаде и был по национальности арабом. Поскольку у султана Абдуллы не было сыновей, он назначил преемником мужа своей младшей дочери — Абуль Хасана. Хотя его настоящее имя было Абуль Хасан, он получил прозвище «Тана Шах» еще до того, как стал претендентом на трон Голконды от своего учителя, суфийского святого по имени Сайид Шах Разиуддин Мултани, в народе известного как Шах Раджу Каттаал. Абуль Хасан обладал хорошим голосом и хорошо пел. А еще в нем была какая-то невинность. Поэтому Шах Раджу дал ему прозвище «Тана Шах», что означает ребенок-святой. Он был также известен как Тани Шах, что означает «добрый правитель».
Он известен как популярный государственный деятель, который не проводил дискриминации в отношении лиц другой национальности или религии. Он нанимал брахманов в качестве своих министров и генералов. Например, Маданна и Акканна, братья-брамины из Ханамконда, были его самыми важными министрами. Тана Шах получил место в литературе Телугу благодаря Канчарле Гопанне, племяннику Маданны. Канчарла Гопанна известен как «Рамадасу». Рамадасу жил в деревне Нелакондапалли в Палванча талук. Тани Шах нанял его в качестве техсилдара (начальник отдела доходов). Рамадасу направил государственные средства на строительство храма рамы в Бхадрачаламе и на ювелирные украшения для украшения идолов Рамы, Ситы и Лакшманы. Тана Шах признал Рамадасу виновным в незаконном присвоении государственных средств и посадил его в тюрьму. Через двенадцать лет Тана Шах освободил Рамадасу после того, как увидел бога Раму в своем сне и нашел Раммудры (золотые монеты с изображением бога Рамы на нем) рядом с ним. После этого Тана Шах установил традицию посылать жемчуг в храм Бадрачалам на каждый индуистский праздник Рамнавами. Эту же традицию продолжает и по сей день правительство индийского штата Телангана.
Ранее тесть Тани Шаха, Абдулла Кутб-шах, был вынужден Аурангзебом признать сюзеренитет императора Великих Моголов Шах-Джахана. Другая его дочь (то есть младшая сестра жены Тана Шаха) была замужем за старшим сыном Аурангзеба, шехзаде Султаном Мухаммадом.

## Осада Голконды
Примерно в 1683 году Абуль Хасан Кутб-Шах, по-видимому, стал нерегулярно выплачивать дань Империи Великих Моголов, и его отношения с султаном Биджапура Сикандар Адил-шахом также вызвали беспокойство могольского императора Аурангзеба. Абуль Хасан Кутб-Шах впоследствии отказался быть вассалом империи Великих Моголов и побудил Аурангзеба начать кампанию по утверждению власти Великих Моголов на Голконде. В 1687 году во главе 90-тысячной армии Аурангзеб осадил крепость Голконда. Тана-Шах во главе 35-тысячного гарнизона, оборонял форт в течение восьми месяцев, но Аурангзебу удалось захватить Голконду в конце сентября 1687 года. Абуль Хасан Кутб-Шах сдался и передал алмаз Нур-уль-Айн, алмаз Хоупа, алмаз Виттельсбаха и алмаз Регента, сделав императора Великих Моголов Аурангзеба самым богатым монархом в мире.

## Тюремное заключение и смерть
Тана Шах был взят в плен и заключен в форт Даулатабад (недалеко от Аурангабада), где он скончался после двенадцати лет плена. Когда Абуль Хасан Кутб-шах умер, он был похоронен не рядом со своими предками и другими султанами из династии Кутб-шахов в скромной могиле в Хулдабаде близ Аурангабада.
В своё время Шах Раджу Каттал Хуссейни послал гранат для Абуль Хасана Кутб-Шаха, но тот съел только 14 зёрен, поэтому Шах Раджу утверждал, что он будет править в течение 14 лет. И Тана Шах находился у власти только четырнадцать лет.
С поражением Абуль Хасана Кутб-Шаха династия Кутб-Шахов завершилась, и в Хайдарабаде утвердилась новая династия Низамов под контролем династии Великих Моголов.
После падения Голконды, столицы султаната, 22 сентября 1687 года, он стал одной из шести провинций Империи Великих Моголов в Декане. Махабат-хан, который первоначально был командующим армией Кутб-шахов и перешел на сторону Великих Моголов, был назначен губернатором Голконды, заложив основы будущего Хайдарабадского княжества.